# Dobrinka Schalamanowa
Dobrinka Schalamanowa (bulgarisch Добринка Шаламанова, engl. Transkription Dobrinka Shalamanova; * 1. Mai 1983) ist eine bulgarische Langstrecken- und Hindernisläuferin.
Bei den Weltmeisterschaften 2005 in Helsinki und bei den Europameisterschaften 2006 in Göteborg schied sie über 3000 Meter Hindernis im Vorlauf aus.
2007 wurde sie bei den Halleneuropameisterschaften in Birmingham Zehnte über 3000 Meter, scheiterte aber bei den Weltmeisterschaften in Osaka über 3000 Meter Hindernis erneut in der Vorrunde. Bei den Olympischen Spielen 2008 in Peking erreichte sie im Vorlauf über 3000 Meter Hindernis nicht das Ziel.

## Persönliche Bestzeiten
- 3000 m (Halle): 9:07,11 min, 21. Februar 2007, Piräus
- 3000 m Hindernis: 9:42,08 min, 23. Juni 2007, Mailand